# 기자 (직업)

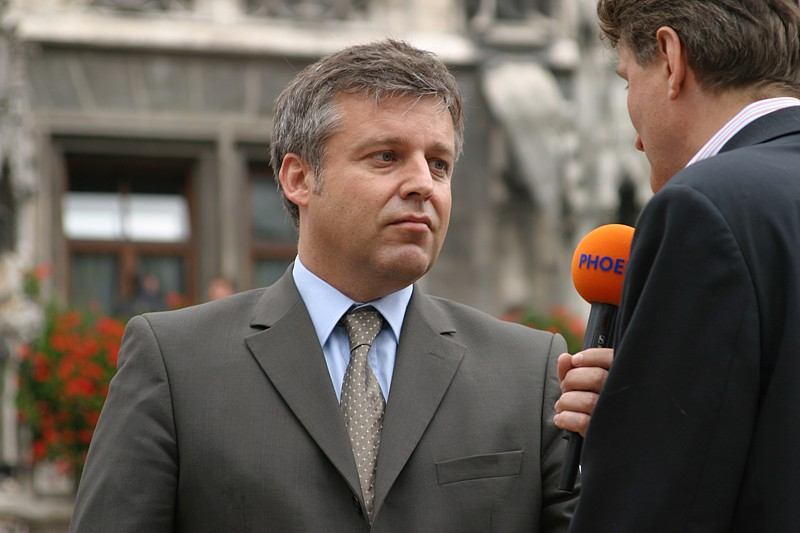
기자

기자(記者,  영어: journalist)는 신문, 잡지, 방송에서 취재를 맡거나 글을 기고하고 편집하는 사람이다.

## 매체별 구분

### 기자의 종류
취재 기자는 뉴스를 취재해 기사를 작성하는 기자로, 상무 외근 기자, 특무 외근 기자, 전문 기자로 나뉜다. 상무 외근 기자는 출입처나 해당 지역을 갖고 그날의 뉴스를 취재하여 기사를 작성하는 기자이다. 특무 외근 기자는 데스크의 명령으로 갑자기 일어난 사건을 취재하는 기자이다. 전문 기자는 특정한 분야만을 전문적으로 취재하고 보도하는 기자이다. 편집 기자는 취재 기자가 보낸 원고를 정리하여 뉴스 가치를 결정해서, 그날의 지면에 게재할 기사를 선택하고, 지면에 게재할 순서를 정하여, 기사별로 제목을 붙이는 기자이다. 사진 기자는 보도 사진을 찍는 기자이다. 사진을 간략하게 설명해주는 캡션 기사를 작성하기도 한다.

### 방송 기자
방송 기자는 방송사에 종사하는 기자이다. 방송은 라디오의 경우 소리로, 텔레비전의 경우 영상과 소리로 뉴스를 전달하기 때문에 기자가 작성한 기사는 방송을 위한 대본이 된다. 뉴스쇼 형식으로 진행되는 뉴스 프로그램의 경우 기자가 직접 출연하여 뉴스를 전달하기도 한다.

### 인터넷 기자
인터넷기자는 신문사에서 종사하는 기자이다. 신문사나 방송사도 인터넷을 통해 기사를 쓰며 그외에 다른 여러 인터넷 신문사에서 인터넷 기자를 동원해 기사를 쓴다. 정보력은 방송기사나 신문 기사보다 빠르다고 할 수 있으나 요즘들어 몇년전에 유행하던 사진을 퍼와 힘들이지 않고 기사를 쓰려는 기자가 많아져 네티즌들에게 인터넷 기자라는 직업은 소위 '기레기'라고 불리며 날로먹는 직업으로 인식되고 있다.

## 윤리 강령

### 한국기자협회 윤리 강령
기자는 국민의 알 권리를 충족시키고, 진실을 알릴 의무를 가진 언론의 핵심 존재로서 공정 보도를 실천할 사명을 띠고 있으며, 이를 위해 국민으로부터 언론이 위임 받은 편집·편성권을 공유할 권리를 갖는다. 기자는 자유로운 언론 활동을 통해 나라의 민주화에 기여하고 국가 발전을 위해 국민들을 올바르게 계도할 책임과 함께, 평화통일·민족화합·민족의 동질성 회복에 기여해야 할 시대적 소명을 안고 있다. 이와 같이 막중한 책임과 사명을 갖고 있는 기자에게는 다른 어떤 직종의 종사자들보다도 투철한 직업 윤리가 요구된다. 이에 한국기자협회는 회원들이 지켜야 할 행동기준으로써 윤리 강령과 그 실천 요강을 제정하여 이의 준수와 실천을 선언한다.
1. 언론 자유 - 우리는 권력과 금력 등 언론의 자유를 위협하는 내·외부의 개인 또는 집단의 어떤 부당한 간섭이나 압력도 단호히 배격한다.[2]
2. 공정 보도 - 우리는 뉴스를 보도함에 있어서 진실을 존중하여 정확한 정보만을 취사 선택하며, 엄정한 객관성을 유지한다.[2]
3. 품위 유지 - 우리는 취재 보도의 과정에서 기자의 신분을 이용해 부당이득을 취하지 않으며, 취재원으로부터 제공되는 사적인 특혜나 편의를 거절한다.[2]
4. 정당한 정보 수집 - 우리는 취재 과정에서 항상 정당한 방법으로 정보를 취득하며, 기록과 자료를 조작하지 않는다.[2]
5. 올바른 정보 사용 - 우리는 취재 활동 중에 취득한 정보를 보도의 목적에만 사용한다.[2]
6. 사생활 보호 - 우리는 개인의 명예를 해치는 사실 무근한 정보를 보도하지 않으며, 보도 대상의 사생활을 보호한다.[2]
7. 취재원 보호 - 우리는 어떠한 경우에도 취재원을 보호한다.[2]
8. 오보의 정정 - 우리는 잘못된 보도에 대해서는 솔직하게 시인하고, 신속하게 바로 잡는다.[2]
9. 갈등·차별 조장 금지 - 우리는 취재의 과정 및 보도의 내용에서 지역·계층·종교·성·집단간의 갈등을 유발하거나, 차별을 조장하지 않는다.[2]
10. 광고·판매 활동의 제한 - 우리는 소속회사의 판매 및 광고문제와 관련, 기자로서의 품위를 손상하는 일체의 행동을 하지 않는다.[2]

## 비전과 미래
- 사물의 현상을 보다 빨리 알고 배울 수 있다.[3]

- 다양한 사회 현상을 접함으로 사회적 역량을 키울 수 있다.[3]

- 기사 작성을 통해 사건과 사물의 현상을 쉽고 효율적으로 알릴 수 있는 재능을 만들기 쉽다.[3]

## 자세와 적성
- 기자는 관찰하고 기록하고 전달하고 확인하는 자이다.[3]

- 기자는 공익 외에 어떠한 주인을 섬겨서도 안 된다.[3]

- 기자는 힘과 용기가 있어야 하며 건강해야 한다.[3]

- 기자는 누구보다 인내를 가져야 한다.[3]

- 기자는 현장을 다루는 목격자로 기민해야 한다.[3]

- 기자는 기억력이 있어야 하며 기억 상실증자는 기자를 해서는 안 된다.[3]

- 기자는 문장력이 있어야 하며 말보다 문장으로 말할 수 있어야 한다.[3]

- 사회의 파수꾼이며 빛이다. 기술과 자질을 읽혀 사회적 사명을 다해야 한다.[3]

- 사회 정의감 실천성과 진실과 공평의 추구성, 공익성, 통찰력이 있어야 한다.[3]

## 취재의 요소와 원칙
- 취재의 주요 요소는 6하 원칙이며 원인과 과정 결과를 다루어야 한다.[3]

- 사실에 근거를 두어야 하며, 일방적인 말에 주의해야 한다.[3]

- 모든 사건의 양면성을 살피고 애매한 것은 생략하라.[3]

- 말과 기사는 많으면 실수가 많다. 간결해야 한다. 인명을 사용할 때는 주의하라.[3]

## 같이 보기
- 기레기
- 기자실
- 기자 클럽
- 시민 기자